# Route Adélie de Vitré 2015
La Route Adélie de Vitré 2015, ventesima edizione della corsa e valida come evento di classe 1.1 del circuito UCI Europe Tour 2015, valida anche come quarto evento della Coppa di Francia, fu disputata il 3 aprile 2015, per un percorso totale di 197,8 km. Fu vinta dal francese Romain Feillu, al traguardo con il tempo di 4h58'55" alla media di 39,703 km/h.
I corridori che presero il via furono 129, mentre al traguardo giunsero 104.

## Squadre partecipanti
| N.    | Cod. | Squadra                      |
| ----- | ---- | ---------------------------- |
| 1-8   | COF  | Cofidis, Solutions Credits   |
| 11-18 | AND  | Androni Giocattoli-Venezuela |
| 21-28 | ALM  | AG2R La Mondiale             |
| 31-38 | COL  | Colombia                     |
| 41-48 | FDJ  | FDJ                          |
| 51-58 | WBC  | Wallonie-Bruxelles           |
| 61-68 | EUC  | Team Europcar                |
| 71-78 | UHC  | UnitedHealthcare Pro Cycling |
| 81-88 | BSE  | Bretagne-Séché               |

| N.      | Cod. | Squadra                 |
| ------- | ---- | ----------------------- |
| 91-98   | CLT  | Cult Energy Pro Cycling |
| 101-108 | RLM  | Roubaix Lille Métropole |
| 111-118 | RVL  | RusVelo                 |
| 121-128 | ADT  | Armée de Terre          |
| 131-138 | VBG  | Team Vorarlberg         |
| 141-148 | AUB  | Auber 93                |
| 151-158 | CCT  | CCT p/b Champion System |
| 161-168 | M13  | Team Marseille 13-KTM   |
| 171-178 | KIN  | Kinan Cycling Team      |

## Ordine d'arrivo (Top 10)
| Pos. | Corridore           | Squadra      | Tempo    |
| ---- | ------------------- | ------------ | -------- |
| 1    | Romain Feillu       | Bretagne     | 4h58'55" |
| 2    | Nacer Bouhanni      | Cofidis      | s.t.     |
| 3    | Timothy Dupont      | Roubaix      | s.t.     |
| 4    | Christophe Laborie  | Bretagne     | s.t.     |
| 5    | Benjamin Giraud     | Marseille 13 | s.t.     |
| 6    | Steven Tronet       | Auber 93     | s.t.     |
| 7    | Baptiste Planckaert | Roubaix      | s.t.     |
| 8    | Samuel Dumoulin     | AG2R La M.   | s.t.     |
| 9    | Julien Duval        | Armée de T.  | s.t.     |
| 10   | Edwin Ávila         | Colombia     | s.t.     |